# Design de sinalização

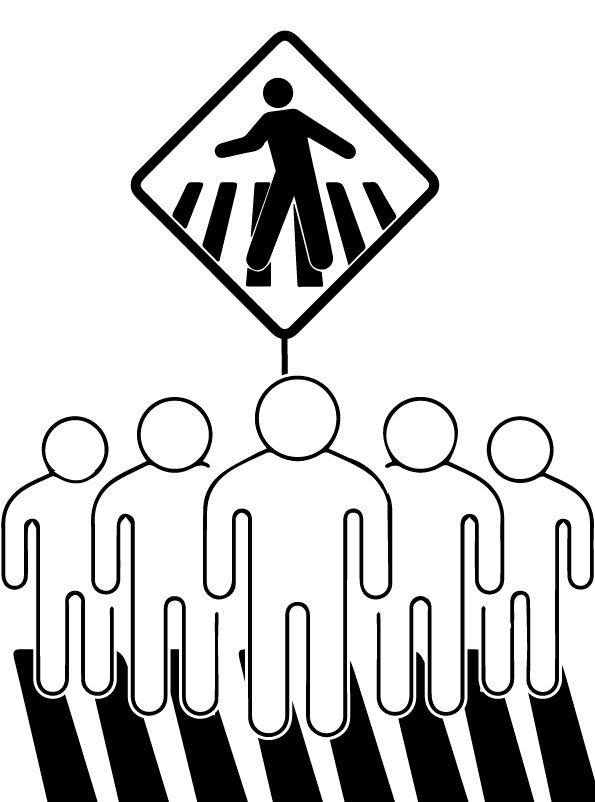
Sinalização universal para pessoas

Design de sinalização ou sinalética é a área de estudo do design e da arquitetura que envolve o uso, planejamento e desenvolvimento de signos e símbolos para informar, comunicar e identificar um ambiente construído ou natural.

Placa "pare" em inglês

Placa indicando risco de derrapagem

O domínio de técnicas para desenvolvimento de signos de advertência, pictogramas, setas, tipografia específica e cores proporcionam o rápido entendimento das informações e traduzem em uma hierarquia que orienta o receptor.
Os sistemas de sinalização devem, por prática, durar muitos anos, devido aos altos investimentos. Materiais como polímeros, vinil e vários outros são utilizados na produção de placas, banners e outros elementos de sinalização.
Locais de grande fluxo de pessoas são os maiores desafios da sinalização. Hospitais, shoppings, aeroportos, rodoviárias, estádios de futebol ou vilas olímpicas tendem a receber pessoas de todas as partes do mundo, o que obriga o projetista a criar padrões - unidades identificáveis de uma família de signos - formais de fácil reconhecimento para uma determinada atividade, local ou serviço.
Outros termos utilizados são sinalização ambiental, criado pelo arquiteto Mick Bernard, e sinalização arquitetônica.
Muito utilizados na Europa e América do Norte, os sistemas modulares se adaptam perfeitamente à sinalização arquitetônica. Apesar de possuir grandes vantagens como facilidade para manutenção e limpeza, troca de informações e modularidade, poucas empresas atuam neste segmento no Brasil pois são necessários equipamentos modernos e de alto custo, a profissionalização da mão-de-obra, além de investimentos em estoque. 